# Виктория (город, Миннесота)
Виктория (англ. Victoria) — город в округе Карвер, штат Миннесота, США. На площади 22,1 км² (18,1 км² — суша, 4 км² — вода), согласно переписи 2002 года, проживают 4025 человек. Плотность населения составляет 222,2 чел./км².
- Телефонный код города — 952
- Почтовый индекс — 55386
- FIPS-код города — 27-67036[1]
- GNIS-идентификатор — 0653650[2]